# Piazza Cavour (Roma)
La Piazza Cavour es una plaza situada entre la Piazza Adriana y la Via Triboniano, en el rione Prati de Roma, Italia. Dedicada al estadista piamontés Camillo Benso, conde de Cavour, se encuentra en una zona que en la antigüedad estuvo ocupada parcialmente por los prata Neronis, que dan su nombre a todo el rione.
En el jardín central de la plaza, realizado entre 1895 y 1911 por Nicodemo Severi, se encuentra un monumento dedicado al estadista, una estatua de bronce sobre un basamento con plataforma de granito y un pedestal de mármol, rodeada por alegorías de Italia, Roma, el Pensamiento y la Acción. La obra, diseñada por Stefano Galletti, se inició en 1885 y se completó en 1895.

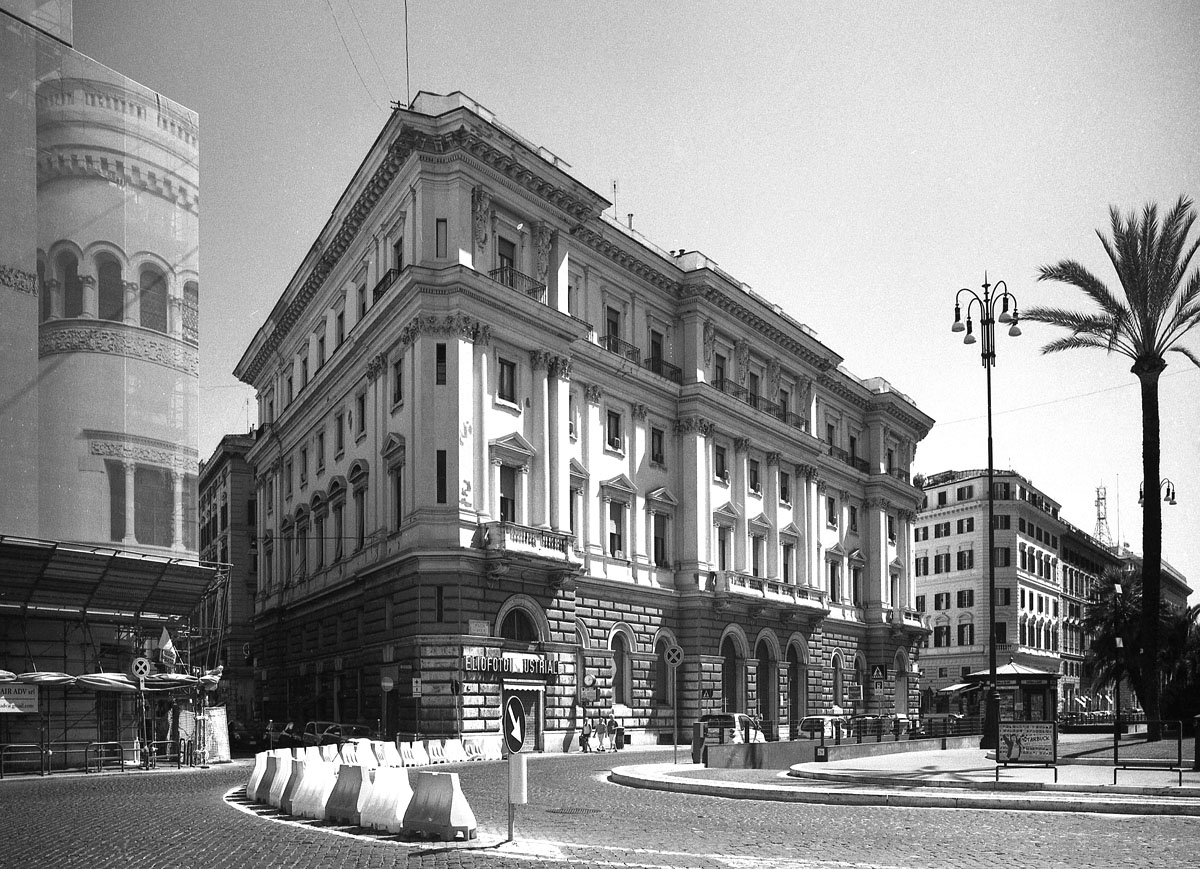
El Palazzo De Parente de Gaetano Koch (1887).

En la plaza se encuentra un templo de la Iglesia evangélica valdense, sede de la comunidad de los fieles romanos y de la Facultad Valdense de Teología; el Palazzo De Parente, diseñado por Gaetano Koch; y el Teatro Adriano. También da hacia la plaza el lado posterior del Palacio de Justicia de Roma, apodado Palazzaccio, imponente obra del arquitecto Guglielmo Calderini, realizada entre 1889 y 1911.
En 2004 empezaron las obras de restauración de la plaza, que se interrumpieron a causa de hallazgos arqueológicos y problemas burocráticos. En febrero de 2010 se retomaron, y concluyeron el 26 de enero de 2012, coincidiendo con la apertura del año judicial, con la realización de una zona peatonal delante del Palacio de Justicia y la remodelación del jardín central de la plaza. La superficie de la zona peatonal se amplió a unos 14 000 m² y se inspira en el proyecto original de Nicodemo Severi. El pavimento es de pórfido y travertino. El elegante jardín, realizado en 1910, está decorado con plantas de adelfa y de laurel y numerosas palmeras, adquiridas al ayuntamiento de Ventimiglia.
La nueva viabilidad de la plaza y de sus alrededores fue estudiada para mejorar el transporte público en la zona. La plaza está servida por la estación Lepanto de la línea A del Metro de Roma.